# Make Them Suffer
Make Them Suffer is een Australische metalcoreband afkomstig uit Perth, Western Australia.

## Biografie
De band werd opgericht in 2008 en bracht op 27 september 2010 haar debuut-ep Lord of Woe uit. In 2011 toerde de band vervolgens naast  War from a Harlots Mouth en Thy Art Is Murder door Australië voor de Soldiers of Immortallity Tour. In februari van 2012 tekende de band vervolgens een contract bij Roadrunner Records, waarna ze in mei van datzelfde jaar hun debuutalbum Neverbloom uitbrachten.
Op 29 mei 2015 bracht de band het album Old Souls uit. Op dit conceptalbum behandelt de band de innerlijke strijd die de protagonist voert met zijn demonen. Het verhaal wordt achterwaarts vertelt. Het album bereikte een dertigste plaats in de Australische hitlijsten. In januari van 2016 tekent de band vervolgens een contract bij Rise Records, waar zij in juli 2017 met Worlds Apart hun derde studioalbum uitbrengen. Op het album wordt een klassiek liefdesverhaal vertelt, dat zich afspeelt in een paralleluniversum. De band toerde ter promotie onder meer met bands als Architects, Stray from the Path, Carnifex, Whitechapel en Thy Art Is Murder.
Op 9 juni 2017 maakte de band bekend dat Chris Arias-Real, Lachlan Monty en Louisa Burton de band verlaten hadden. Jaya Jeffery werd aangekondigd als nieuwe bassist en Booka Nile als nieuwe zangeres. De band beëindigde 2017 vervolgens met een wereldtournee naast bands als Novelists en Wage War. In september van 2018 toerde de band door Noord-Amerika naast After the Burial en The Acacia Strain, waarna ze in 2019 wederom door Noord-Amerika trokken, ditmaal naast Kingdom of Giants, Chelsea Grin en Born of Osiris.
In juni 2020 bracht de band haar vierde studioalbum How to Survive a Funeral uit.

## Bezetting
| Huidige bezetting - Sean Harmanis – screams (2008–present), zang (2020–heden) - Nick McLernon – leidende gitaar, achtergrondvocalen (2008–heden), slaggitaar (2017–heden) - Jordan Mather – drums (2017–heden) - Jaya Jeffery – bas (2017–heden) - Alex Reade - keyboards, zang (2022 - heden) | Voormalige leden - Richard West – slaggitaar (2008) - Cody Brooks – slaggitaar, achtergrondvocalen (2008–2011) - Heather Menaglio – keyboards, synthesizers (2008–2011) - Craig Buckingham – slaggitaar (2011–2013) - Chris Arias-Real – bas (2008–2016) - Lachlan Monty – slaggitaar (2013–2017) - Louisa Burton – keyboards, piano, zang (2011–2017) - Tim Madden – drums (2008–2017) - Booka Nile – keyboards, zang (2017–2021) |

Tijdlijn

## Discografie
Studioalbums
- 2012: Neverbloom
- 2015: Old Souls
- 2017: Worlds Apart
- 2020: How to Survive a Funeral

Ep's
- 2010: Lord of Woe